# Пур
Пур — річка в Ямало-Ненецькому АО. Впадає в Тазовську губу Карського моря.

## Географія
Річка Пур починається злиттям річок Пякупур та Айваседапур. Довжина Пура — 389 км, разом із річкою Пякупур та її складовою — річкою Янк'ягун (Янг-Ягун), їхня загальна довжина — 1 024 км, сточище — 112 тисяч км².
Річка замерзає в листопаді, льодохід — у травні, однак наприкінці 1970-х було літо, коли на ріці Пур лід так і не розкрився.
У басейні Пура — Уренгойське газове й Губкинське нафтогазове родовища, місто Тарко-Сале.
При впаданні в Тазовську губу утворює дельту довжиною близько 21 км.